# Израильско-пакистанские отношения
Израильско-пакистанские отношения — двусторонние отношения между Исламской Республикой Пакистан и Государством Израиль, которые варьировались от непризнания до тесного сотрудничества во время Советско-афганской войны. Оба государства были созданы на основании идеологической декларации (см. Теория двух наций и Родина для еврейского народа) в 1947 году от Британской Империи. Дипломатические связи не были установлены и Пакистан, как мусульманская страна, отказывается признавать Израиль. Тем не менее, Пакистан и Израиль используют посольство в Стамбуле для переговоров или для обмена информацией друг с другом. В 2010 году сообщалось, что Пакистан через своё посольство в Стамбуле передал Израилю информацию об одной террористической группировке, согласно сайту WikiLeaks. В 1980-х разведки двух стран участвовали в Операция «Циклон» против СССР и вторжения Советского Союза в Афганистан. В последнее время некоторые политики в Израиле и Пакистане призывают к нормализации дип. отношений.

## История

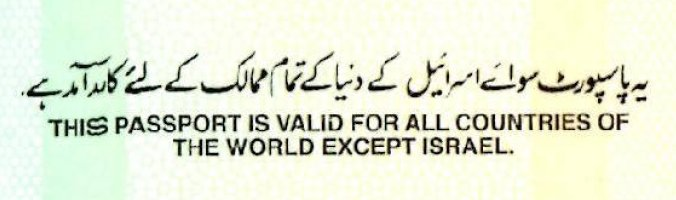
Пакистанский паспорт запрещает путешествовать в Израиль

Попытка установить дип. отношения Пакистана с Израилем была сделана в 1947 году, когда первый премьер-министр Израиля Давид Бен-Гурион отправил телеграмму Мухаммаду Али Джинну, отцу-основателю Пакистана, однако Джинна не ответил на неё. Позже в 1949 году израильский министр иностранных дел считал, что можно открыть представительство в Карачи, тогда столице Пакистана, или как минимум торговать открыто. Первый контакт между послом Пакистана в Лондоне и представителями Израиля и еврейских организаций были сделаны в начале 1950-х годов. Пакистанское правительство просили выдать разрешение на транзит в Индию для нескольких сотен евреев, которые хотели покинуть Афганистан и желали эмигрировать в Израиль. Пакистанское правительство отказалось выдать им транзитные визы и евреи покинули свою страну через Иран.
В 1952 году Мухаммад Зафрулла Хан, пакистанский министр иностранных дел продолжил свою твёрдую политику в отношении Израиля и выступал за единство арабских государств. Таким образом, политика Хана привела к тому, что были налажены стратегические связи с арабскими государствами.
В январе 2019 года гражданин Пакистана, проживающий в городе Карачи Фишель Халид, еврей по национальности, впервые в истории получил разрешение властей своей страны посетить Израиль.

## Политические трения

### Отношение Пакистана к Израилю
Во время Войны за независимость 1948 года израильская дипломатическая миссия в Вашингтоне получила информацию о том, что Пакистан пытался снабдить военной помощью арабских противников, в том числе, что Пакистан отправит батальон в Палестину для сражения против еврейского государства. Пакистан закупил в Чехословакии 250 000 винтовок, которые предназначались для арабов. Также стало известно, что Пакистан купил три самолёта в Италии для египтян.
Пакистанские ВВС участвовали в Шестидневной войне 1967 года и в Войне судного дня 1973 года; пакистанские пилоты управляли иорданскими и сирийскими самолётами, участвовали в столкновениях и сбивали израильские самолёты. Саифул Азам, бывший пакистанский пилот бомбардировщика заявил, что сбил по меньшей мере 4 израильских самолёта во время Шестидневной войны. После Войны судного дня Пакистан и ООП подписали соглашение о тренировке офицеров ООП в пакистанских военных академиях. Во время Первой ливанской войны 1982 года пакистанские добровольцы служили в рядах ООП и 50 из них были захвачены в плен во время осады Бейрута.
Согласно журналу «Time», французский интеллектуал Бернар-Анри Леви заявил, что Дэниел Перл, американский израильтянин был убит группировкой, за которой стоит пакистанская разведка ISI, (хотя доказательств этому представлено не было) за его большую роль во вклад собирания информации и связях ISI и Аль-Каеды. Согласно другим сообщениям корпорации BBC и «Time», пакистанские боевики обезглавили его потому что по их мнению Даниел Перл был шпионом израильского Моссада под прикрытием, называясь американским журналистом.
Кроме того, пакистанские религиозные политические партии и группы боевиков, такие как Джамаат-и-ислами, Jamiat Ulema-e-Islam и Лашкаре-Тайба яростно выступают против каких-либо отношений с Израилем и постоянно называли Израиль врагом ислама и Пакистана.
Пакистан запрещает своим гражданам посещать Израиль и все пакистанские паспорта имеют надпись: «Этот паспорт действителен для всех стран мира, кроме Израиля.»

### Отношение Израиля к Пакистану
В 1980-е годы сообщалось, что Израиль планировал с или без помощи Индии, возможную атаку на пакистанский бомбовый арсенал.
После разрушения иракского ядерного реактора в 1981 году, Израиль планировал похожую атаку на пакистанские ядерные объекты в Кахуте в сотрудничестве с Индией в 1980-х. Используя картинку со спутника и разведывательную информацию, Израиль по сообщениям, построил полномасштабную модель объекта в Кахуте, где эскадроны пилотов F-16 и F-15 тренировались в атаке.
Согласно изданию «The Asian Age», журналисты Адриан Леви и Кэтрин Скотт-Кларк заявили в своей книге «Deception: Pakistan, the US and the Global Weapons Conspiracy» (Обман: Пакистан, США и глобальный заговор с оружием), что израильские ВВС собирались атаковать Кахуту в середине 1980-х с авиабазы Jamnagar в Gujarat, Индия. Книга заявляет что «в марте 1984 года премьер-министр Индира Ганди подписала разрешение на проводимую Израилем операцию, которая могла подвести Индию, Пакистан и Израиль на волосок от ядерной конфронтации».
Отчёт МакНеира № 41, опубликованный USAF Air University (Индия препятствует разрушению Израилем пакистанской «Исламской бомбы») также подтвердил этот план. В нём говорится: «Заинтересованность Израиля в разрушении реактора в Кахуте для уничтожения „Исламской бомбы“ была заблокирована отказом Индии предоставить авиабазу и заправщики на своей территории для израильских ВВС в 1982 году». Такую политику Индия проводила для всех иностранных военных воздушных и морских судов. Израиль в свою очередь хотел, чтобы это была совместная индо-израильская атака для того, чтобы не нести ответственность за неё в одиночку.
В четверг 1 октября 2015 года израильский премьер-министр Биньямин Нетаньяху отменил свой заранее запланированный обед в «Serafina» в Нью-Йорке, в то время как его пакистанский коллега Миан Мохаммад Наваз Шариф также обедал там в то же самое время, из-за жёсткого мнения последнего о «неприкрытой жестокости Израиля в Палестине».
В ноябре 2019 года израильский МИД обратился к властям Пакистана с требованием вынести приговор заключённым террористам, ответственным за теракт в отеле в Мумбаи, который произошёл 11 лет назад и в результате которого погибли 166 человек. Семеро причастных к организации теракта были арестованы властями Пакистана, однако по состоянию на ноябрь 2019 года они всё ещё ожидают приговор.

## Сотрудничество военных разведок
Несмотря на разногласия между двумя странами, обе они тесно сотрудничают в сфере разведки. История пакистано-израильского сотрудничества разведок началось в 1980-е года, когда пакистанский президент и глава генштаба генерал Мухаммед Зия-уль-Хак разрешил пакистанской службе ISI основать секретное управление для совместной работы с израильским Моссадом. Разведывательные службы были созданы при посольствах обеих стран, находящихся в Вашингтоне, где Моссад и ISI совместно с ЦРУ порядка десяти лет разрабатывали антисоветскую операцию под кодовым названием Операция «Циклон». В рамках этой операции Израиль распространял сделанное в СССР оружие среди афганских повстанцев, сражавшихся против СССР в Афганистане, а также снабжал оружием пакистанскую армию.
WikiLeaks в раскрытом американском дипломатическом канале связи раскрыл, что ISI секретно передавала разведывательные данные Моссаду. ISI перехватила информацию о том, что израильские гражданские лица могут стать мишенью террористических атак в Индии в сентябре и ноябре 2008 года (после теракта в Мумбаи 26 ноября, который среди своих целей также был направлен на еврейский общинный центр в деловом центре «Нариман»). Сообщалось, что пакистанский генерал-лейтенант Ахмед Шуджа Паша находился на прямой связи с израильским Моссадом.
Израиль и Пакистан были союзниками США и западного блока стран во время Холодной войны, в то время как Индия примкнула к Советскому блоку стран. Индия поддерживала вторжение СССР в Афганистан, а также про-советского лидера Афганистана Мохаммада Наджибуллу. Пакистан и Израиль противостояли советскому вторжению, Израиль посылал оружие в Пакистан для передачи его далее афганским повстанцам. Израиль захватывал оружие у палестинских террористических групп, которое им поставлял Советский Союз.

## Нормализация отношений

### Дипломатических
Некоторые израильские политики верят, что после установления дипломатических отношений с Пакистаном, эта страна может быть мостом между Израилем и мусульманским миром, включая арабские страны. Несмотря на то, что правительства Израиля и Пакистана не имеют официальных отношений друг с другом, между двумя странами происходит много контактов. По информации Jang News, поступают многочисленные сообщения о визитах пакистанских официальных лиц высокого уровня в Израиль.
Бывший президент Пакистана Первез Мушарраф открыто говорил об установлении дипломатических отношений с Израилем. Он первый пакистанский мусульманин, которого в Лондоне интервьюировала Данна Харман, корреспондент израильской газеты «Haaretz».
В марте 2019 года Первез Мушарраф заявил, что его страна обязана установить отношения с Израилем для того, чтобы с его помощью нормализовать отношения с Индией. Кроме того выходящая на английском языке в Пакистане газета «Daily Times» пишет, что Израиль и Пакистан не являются врагами за исключением «идеологических разногласий» и из-за тесных связей Иерусалима и Нью-Дели, пакистанское правительство должно наладить диалог с израильтянами «на прагматических основаниях».
После нормализации отношений Израиля с ОАЭ, Бахрейном, Суданом и переговоров о нормализации с Саудовской Аравией, в СМИ стали появляться спекуляции на тему нормализации отношений между Израилем и Пакистаном. Тем не менее, пакистанский премьер Имран Хан заявил в интервью, что этот шаг в настоящее время невозможен. Однако, некоторые СМИ публикуют информацию о том, что правительство Пакистана может последовать примеру Судана, нормализовав отношения с еврейским государством в обмен на массивную финансовую помощь со стороны США.
В конце ноября 2020 года советник премьер-министра Пакистана Имран Хана посетил Израиль. Чиновник прилетел в еврейское государство из Лондона по британскому паспорту и провёл переговоры о возможной нормализации отношений между Пакистаном и Израилем. Бывший глава МИД Пакистана Хаваджа Мухаммад Асиф прокомментировал эту новость: Пакистан вынужден пойти на подобный шаг из-за «дипломатической изоляции и экономического краха». Премьер-министр Пакистана Имран Хан опроверг сообщения о визите в Израиль своего советника, однако влиятельный богослов Маулана Мухаммад Хан Шерани, один из духовных авторитетов движения «Джамият улема аль-ислам» и самая крупная общественная фигура в Пакистане, выступил в поддержку нормализации отношений с Израилем.

### Военных
Министерство предпринимательства, инноваций и ремесел Великобритании раскрыло информацию о том, что в 2013 году Израиль экспортировал военные технологии в Пакистан. Это включало в себя электронное вооружение и части самолётов. Израиль отвергал эту информацию, а Пакистан назвал эти данные «вводящими в заблуждение».
В августе 2023 года израильские СМИ сообщали, что Пакистан использует систему взлома мобильных телефонов UFED, разработанную израильской компанией Cellebrite для нужд правоохранительных органов. По данным источников поставка оборудования осуществлялась сингапурской дочерней компанией Cellebrite Singapore.

### Спортивных
Футбол — единственный вид спорта, в который представители обеих стран играли друг против друга в квалификационных матча кубка Азии 1960 года. Во время Уимблдонского турнира 2002 года израильский теннисист Амир Хадад играл в одной команде с пакистанским игроком Айсам-уль-Хак Куреши в третьем парном круге. Израильская и пакистанская команды, из-за парной игры их представителей, попали на первые полосы газет.
Дан Кизель, немец израильского происхождения, работал тренером и физиотерапевтом в сборной Пакистана по крикету и жил в Лахоре.
Бывший глава МИД Пакистана Хуршид Махмуд Касури поддерживал связи между Пакистаном и Израилем. Tashbih Sayyed был известным американцем пакистанского происхождения, который открыто выражал свою поддержку Израилю в своих статьях и книгах на протяжении своей журналистской карьеры.